# Красная весна (роща)
Роща «Красная весна», также «Весна» или Краснокутская роща — лесопарковый массив насаждений, который располагается к западу от жилых кварталов Новочеркасска Ростовской области. Неподалёку от рощи расположен микрорайон «Черёмушки». Роща «Красная весна» обладает природоохранной, культурной и рекреационной ценностью. В 2017 году роще присвоен статус особо охраняемой природной территории местного значения 

## История
Первые насаждения появились здесь в 1880 году. В честь атамана роща получила название Краснокутской. В 1913 году здесь был открыт санаторий для лечения людей, больных туберкулезом. 17 февраля в Краснокутской роще был расстрелян Войсковой атаман А. М. Назаров. В советские времена название рощи изменилось — её стали называть «Красная весна». В 1940-х годах численность деревьев в роще значительно уменьшилась из-за проводимых вырубок. В 1942—1943 годах на этой территории находилось кладбище военнослужащих из Румынии и Германии. Изначально площадь рощи составляла 50 га, сейчас территория уменьшилась и по состоянию на 1992 год осталось 44 гектара природоохранной территории. В роще располагается памятник воинам-афганцам. В 2012 году было изучено состояние лесопаркового массива.После широкомасштабной вырубки под застройку, вызвавшей массовые протесты горожан, в 2014 году мэрия Новочеркасска организовала работы по благоустройству территории рощи, ходе которых отремонтировали ступеньки, пешеходные дорожки, установили лавочки и привели в порядок уличное освещение. Было высажено 60 кустов можжевельника и смонтированы поливочные системы для клумбы, которая находится на территории рощи. Перед памятником воинам-афганцам установили вечный огонь и пушки. Для взрослых посетителей лесопарка обустроили две спортивные площадки, для детей — детскую игровую площадку.

## Описание
На территории природоохранной зоны, ясень представлен двумя видами — ясенем ланцетным и ясенем обыкновенным. В этой местности произрастает дуб черешчатый, вяз гладкий и вяз приземистый, также встречается гледичия трехколючковая. Растёт акация белая, алыча, сосна, терн, черёмуха, боярышник, клен, вяз, тополь, слива обыкновенная.
Подлесок рощи представлен бузиной чёрной(лат. Sambucus nigra), караганой древовидной(лат. Caragana arborescens) и скумпией кожевенной(лат.Cotinus coggygria). Многим деревьям, которые здесь растут, был нанесен ущерб вредителями, болезнями и вырубкой. Среди вредителей больше всего представлены такие виды, как непарный шелкопряд и боярышниковая листовертка.
- Фотогалерея